# James Booth (Mathematiker)
James Booth (* 26. August 1806 in Lavagh, County Leitrim, Irland; † 15. April 1878 in Stone, Buckinghamshire) war ein irischer Mathematiker, Priester und Lehrer.
Booth studierte ab 1825 am Trinity College in Dublin mit dem Bachelor-Abschluss 1832 und dem Master-Abschluss 1840. Er erhielt 1842 einen juristischen Doktorgrad (LL.D.). Obwohl er die Berkeley-Goldmedaille für Altgriechisch erhielt und sehr gute Noten hatte, erhielt er keine Fellowship des Trinity College. 
1840 wurde er Principal am 1830 von der British Institution für von spezifischer religiöser Ausrichtung freiem Unterricht gegründeten Bristol College, das allerdings schon 1841 aufgrund des Widerstands von Anglikanern geschlossen wurde. Booth hatte danach kurze Zeit eine eigene private Schule, wurde 1842 als anglikanischer Geistlicher ordiniert und wurde 1842 Vice-Principal der Liverpool Collegiate Institution. 1846 bis 1849 war er Präsident der Liverpool Literary and Philosophical Society. 1848 zog er nach London und wurde 1854 Pfarrer in St. Anne´s in Wandsworth. 1859 wurde er Vikar in Stone in Buckinghamshire (eine Pfründe der Royal Astronomical Society). Außerdem war er lokaler Friedensrichter und Kaplan des Marquess of Lansdowne.
1846 wurde er Fellow der Royal Society und 1859 der Royal Astronomical Society. 1852 wurde er Mitglied der Royal Society of Arts, für die er auch wichtige administrative Aufgaben wahrnahm.
Nach ihm sind Ovale und Lemniskate von Booth benannt (siehe Lemniskate). Auch ein Tangential-Koordinatensystem ist nach ihm benannt (war aber schon vorher Julius Plücker bekannt). Seine gesammelten Arbeiten über Geometrie und elliptische Integrale erschienen 1873 und 1877. Außerdem veröffentlichte er pädagogische Schriften.

## Schriften
- A Treatise on Some New Geometrical Methods. 2 Bände. Longmans, Green, Reader, and Dyer, London, 1873–1877;
  - Band 1: Containing essays on tangential coordinates, pedal coordinates, reciprocal polars, the trigonometry of the parabola, the geometrical origin of logarithms, the geometrical properties of elliptic integrals, and other kindred subjects. 1873, (Digitalisat);
  - Band 2: Containing essays on the geometrical properties of elliptic integrals, rotatory motion, the higher geometry, and conics derived from the cone, with an appendix to the first volume. 1877, (Digitalisat).